# Lawrence and Wishart
Lawrence & Wishart est une maison d'édition britannique anciennement associée avec le Parti communiste de Grande-Bretagne. Elle a été fondée en 1936 par la fusion de Martin Lawrence, l'éditeur du Parti communiste soviétique, et Wishart Ltd, une maison d'édition familiale d'orientation libérale et anti-fasciste.
Elle publie les revues New Formations (en), Anarchist Studies, Renewal, Twentieth Century Communism, Socialist History et Soundings (en).

## Histoire
Fondée en 1936, Lawrence & Wishart a d'abord contribué à la vie politique et culturelle du Front populaire britannique (en), en publiant de la littérature, du théâtre et de la poésie, ainsi que de l'économie politique, de l'histoire de la classe ouvrière et les classiques du marxisme.
Après la Deuxième Guerre mondiale, L&W a publié le travail du groupe historique du Parti communiste de Grande-Bretagne, dont les premières œuvres d'Eric Hobsbawm. Plus tard dans le siècle, la compagnie a lancé son projet de traductions d'œuvres choisies d'Antonio Gramsci, dont le travail sur les relations entre la politique et la culture présentait un intérêt particulier pour elle. Le premier volume consacré à Gramsci, Selections from the Prison Notebooks, a été publié en 1971. Il a été réédité en 2005.
Au milieu des années 1980, L&W a publié des auteurs mettant l'accent des études culturelles sur des questions politiques plus traditionnelles en termes d'idéologie, de politique et de pouvoir, un domaine de recherche qui a finalement mené à l'ensemble de revues qu'elle publie aujourd'hui.

## Lawrence and Wishart aujourd'hui
Outre les revues New Formations (en), Anarchist Studies, Renewal, Twentieth Century Communism et Soundings (en), Lawrence and Wishart publie aussi des livres en ligne. Il s'agit par exemple de Regeneration, sur la politique générationnelle, et de la collection The Neoliberal Crisis. Elle publie aussi des livres en association avec des partenaires comme le think tank Compass (en), l'International Brigade Memorial Trust (en), la Marx Memorial Library (en), la Socialist History Society (en) et les syndicats UNISON et Unite the Union.

## Problèmes de copyright desMarx/Engels Collected Works
Entre 1975 et 2000, L&W a participé avec les Éditions du Progrès et International Publishers (en) à la publication des 50 volumes des Marx/Engels Collected Works (en), la plus grande collection de traductions anglophones des œuvres de Karl Marx et Friedrich Engels.
Selon Andy Blunden, un collaborateur de Marxists Internet Archive (MIA), L&W a autorisé ce site web à publier des extraits des Marx/Engels Collected Works vers 2005, mais les éditeurs se sont toujours réservés la possibilité de révoquer cette permission. Cela s'est finalement produit à la fin avril 2014, lorsque L&W a demandé par courriel le retrait de 1662 fichiers du site sous peine de poursuites,,. L'éditeur a fait valoir que leur mise à disposition gratuite sur le site de MIA affecterait ses plans de publier une version numérique des Marx/Engels Collected Works et que son action n'avait pas d'autre visée que de lui éviter la faillite.
Fin avril 2014, plus de 4500 personnes avaient signé une pétition contre la décision de L&W d'attaquer le MIA en justice. En réponse à ces critiques, l'éditeur a publié une déclaration selon laquelle il avait été « victime d'une campagne d'abus en ligne ».